# Đảng Nhân dân Singapore
Đảng Nhân dân Singapore (viết tắt: SPP; tiếng Hoa: 新加坡人民党 Tân Gia pha Nhân dân Đảng) là một trung tả ở Singapore. Đảng này được thành lập năm 1994 bởi Sin Kek Tong, người đã lãnh đạo một phái ủng hộ Chiam See Tong tách khỏi Đảng Dân chủ Singapore.
Trong 3 năm, Sin Kek Tong đã là tổng thư ký đóng thế cho đảng này cho đến khi Chiam See Tong giữ vị trí này khi Quốc hội bị giải tán để chuẩn bị cho cuộc Tổng tuyển cử năm 1997. Đảng này chỉ giành được một ghế tại điểm bầu cử Potong Pasir, với lãnh đạo đảng Chiam See Tong làm dân biểu.
Năm 2001, Chiam See Tong khởi đầu một cuộc hợp tác với Đảng Đoàn kết Dân tộc, Tổ chức Dân tộc Mã Lai Singapore và Đảng Công lý Singapore để tạo thành một mặt trận chung đối đối lập vởi Đảng Hành động Nhân dân (PAP). Kết quả là, Liên minh Dân chủ Singapore (SDA) đã được thành lập.
Trong cuộc Tổng tuyển cử năm 2001, Chiam See Tong đã quay lại Quốc hội với một đa số nhỉnh một tý và là nghị sĩ duy nhất của đảng và của SDA. Thành viên khác của Quốc hội đại diện cho SDA, Steve Chia thuộc Đảng Đoàn kết Dân tộc, là một Non-Constituency Member of Parliament as he finished as the best opposition runner-up.
Ngoài Chiam See Tong, nhân vật chủ chốt trong đảng này là Sin Kek Tong người được nhớ nhiều nhất do đã thua sít sao ở đơn vị bầu cử Braddell Heights trước đương kim nghị sĩ PAP Goh Choon Kang trong cuộc Tổng tuyển cử năm 1991.

## Nhân vật chủ chốt
- Chủ tịch: Sin Kek Tong
- Phó chủ tịch: Yong Seng Fatt
- Tổng thư ký: Chiam See Tong
- Trợ lý Tổng thư ký: Desmond Lim Bak Chuan